# Tamchachate
Tamchachate (àrab تامشاشاط) és una comuna rural de la província d'El Hajeb de la regió de Fes-Meknès. Segons el cens de 2014 tenia una població total de 3.836 persones.